# 不胎化介入
不胎化介入（ふたいかかいにゅう、英: sterilized intervention）とは、為替介入に際して外貨売買の結果、自国通貨の量が増減する場合に自国の通貨の増減を相殺するような金融調節を実施することによって、為替介入後も中央銀行通貨量が変化しないようにする外国為替市場介入。
逆に介入で金融市場に放出した資金について、中央銀行が吸収を見送る事を非不胎化介入と呼び、市場に大量の資金を滞留させることによる金融緩和効果を促すために行う。

## 解説
たとえば、急速な円安に対するドル売り介入には、国債や手形の買いオペで同額の円資金を供給し、急速な円高に対しての円売り介入では、売りオペで同額の円資金を吸収する。不胎化政策はマネーサプライを変更させないためであるが、これによって金利の乱高下を回避できる一方、為替相場への効果が薄れることになる。
日本の場合、財務大臣所管の外国為替資金特別会計がドル買い資金の源泉である。通例のオペレーションは財務当局（財務省･旧大蔵省）が3ヶ月ものの政府短期証券（FB）を発行して円を調達し、それを外為市場で売買することで為替介入とする。
1999年3月までは全量を一旦日銀が引き受け市中に売却していく方式を採用していたため、市中金利より安い水準で約定される政府短期証券（FB)はほぼ全額を日本銀行が直接引き受けていた。ここで政府短期証券発行後に為替介入すると、FBが償還をむかえ財務当局が当該FBを償還するためにあらたな国債を市中で発行するまでは（あるいは日銀が市中にFBをスワップする形で売却してゆく各種国債の売りオペレーションが実施されるまでは）、マネタリーベースが市中の均衡とは無関係に単純増加される（円が供給される）こととなっていた。
この円の単純供給は理論上通貨インフレの要因であり、インフレが懸念材料であった時期にはこの円の単純供給分を吸収する目的で不胎化（インフレを「妊娠（胎化)」させないための）日銀による別種の短期国債売りオペレーションが実施されていた。これが不胎化介入である。
2000年4月から政府短期証券は市中で完全入札により円を調達することになり、市中シンジケートの入札により決められた金利で裁ききれなかった分量のFBを日銀が引き受ける方式に変更されたので、日銀がFBの入札後になんらかのアクションをおこすこと（介入）は理論上インフレあるいはデフレを促進させる方向に行動することになる（非不胎化）となるため「非不胎化介入」の呼称が利用されている。
日銀のオペレーションでは円を単純供給しインフレ圧を市中に発生させたい場合、FBの償還期限（3ヶ月）を迎えるまでに日銀に設定された各プライマリバンク（シンジケート）の当座預金口座に量的供給（緩和）の水準を設定し、償還にあわせてその水準を拡張することで「デフレ圧」が発生しないよう調整している。

## 関連事項
- 外国為替資金特別会計
- 外国為替平衡操作